# Karl Friedrich Necker
Karl Friedrich Necker, französisch Charles Frédéric Necker (* 13. Januar 1686 in Küstrin, Mark Brandenburg; † 1762 in Genf), war ein preußisch-kurhannoverisch-schweizerischer Jurist, Autor und Hochschullehrer für deutsches Staatsrecht der Universität Genf sowie Grossrat der Republik Genf.

## Leben
Necker war Sohn des Küstriner Kammergerichtsadvokaten Samuel Necker, der einer lutherischen Pastorenfamilie aus Brandenburg und Pommern entspross. In zweiter Ehe hatte sein Vater Margarete Sophrosine Labes von Labebach aus Stettin geheiratet. Nach einem Studium der Rechtswissenschaft arbeitete Necker  als Advokat der Regierung der Neumark in Küstrin. 1712 waren ihm die örtlichen Verhältnisse zu eng geworden und der Gedanke gereift, einen weiteren Wirkungskreis zu erlangen. Über verwandtschaftliche Kontakte in Berlin gelang es ihm, dem kurhannoverischen Kanzler Andreas Gottlieb von Bernstorff zum Hofmeister vorgeschlagen und von dessen Dienstherrn, dem Kurfürsten Georg Ludwig, zum kurhannoverischen Beamten ernannt zu werden. Den Sohn Bernstorffs begleitete er auf Reisen, die nicht nur zu verschiedenen europäischen Höfen führten, sondern im Jahr 1713 auch an die Universität Genf. Als Kurfürst Georg Ludwig im Jahr 1714 als Georg I. den britischen Thron bestieg, ging Necker nach London, wo er vermutlich in der Deutschen Kanzlei arbeitete. Ausgestattet mit einer jährlichen Pension und dem Auftrag, eine Pensions- und Bildungsanstalt für junge Briten zu betreiben, zog er (zu Beginn der 1720er Jahre) nach Genf, wo er 1724 eine Professur für deutsches Staatsrecht der Universität Genf erhielt, am 28. Januar 1726 das Genfer Bürgerrecht erwarb und 1734 in den Rat der Zweihundert berufen wurde. Zu seinen Studenten zählte der spätere Landgraf Friedrich II. von Hessen-Kassel.
In seinem Lehrfach veröffentlichte Necker 1740 und 1741 in Marburg das zweibändige Lehrbuch Kurzer und aus Quellen hergeleiteter Unterricht zum Staatsrecht des H. R. Reichs, deutscher Nation, mit J. U. Cramers Vorrede. 1740 publizierte er das Buch Description du gouvernement présent du corps germanique appelé communément le Saint Empire romain. 1742 erschien diese Schrift unter dem Titel Etat prèsent de L’Empire in Genf und London, in der britischen Hauptstadt 1745 auch in englischer Übersetzung unter dem Titel The Constitution and Government of the Germanic Body.
In Genf heiratete Necker am 7. Januar 1726 Jeanne-Marie Gautier (1692–1756), eine Tochter des Genfer Syndikus Pierre Gautier (1641–1724) und dessen Ehefrau Madeleine Gallatin (1655–1726). Das Paar hatte zwei Söhne, Louis Necker, der in Genf eine wissenschaftliche Laufbahn einschlug, und Jacques Necker, der später als Finanzminister Ludwigs XVI. die große politische Bühne betreten sollte. Neckers Enkelin, Tochter des Sohns Jacques und dessen Ehefrau Suzanne, war die Schriftstellerin Germaine de Staël, deren Tochter Albertine (1797–1839) im Jahr 1816 den französischen Politiker Achille-Léon-Victor de Broglie heiratete und so zu Stammmutter berühmter Persönlichkeiten dieser Adelsdynastie wurde. Neckers Urenkel, Enkel des Sohns Louis, war der Geologe Louis Albert Necker.